# Crocidophora viettalis
Crocidophora viettalis là một loài bướm đêm trong họ Crambidae.